# Mahonia fremontii
Mahonia fremontii es una especie de planta fanerógama perteneciente a la familia de las berberidáceas.

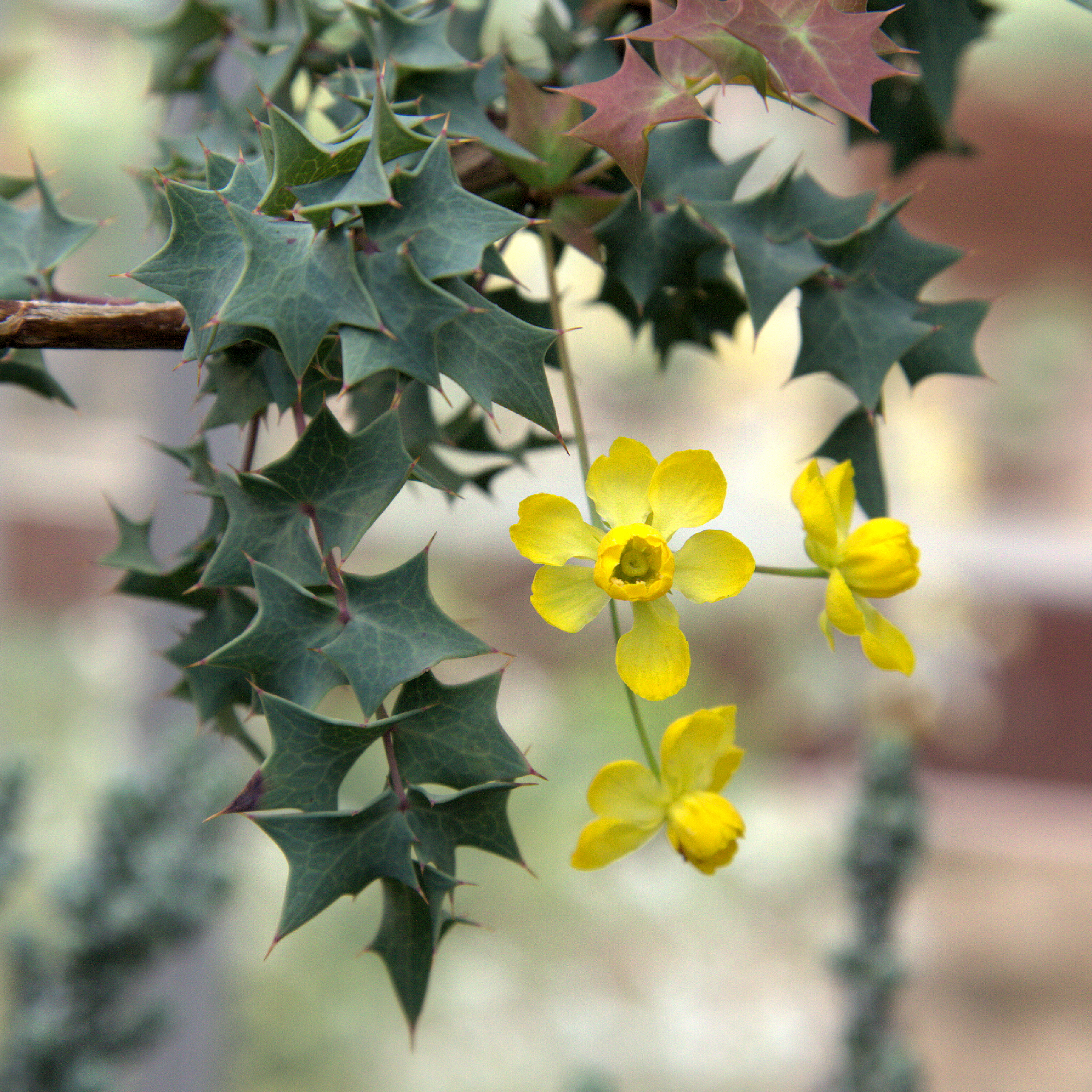
Vista de la planta con flores

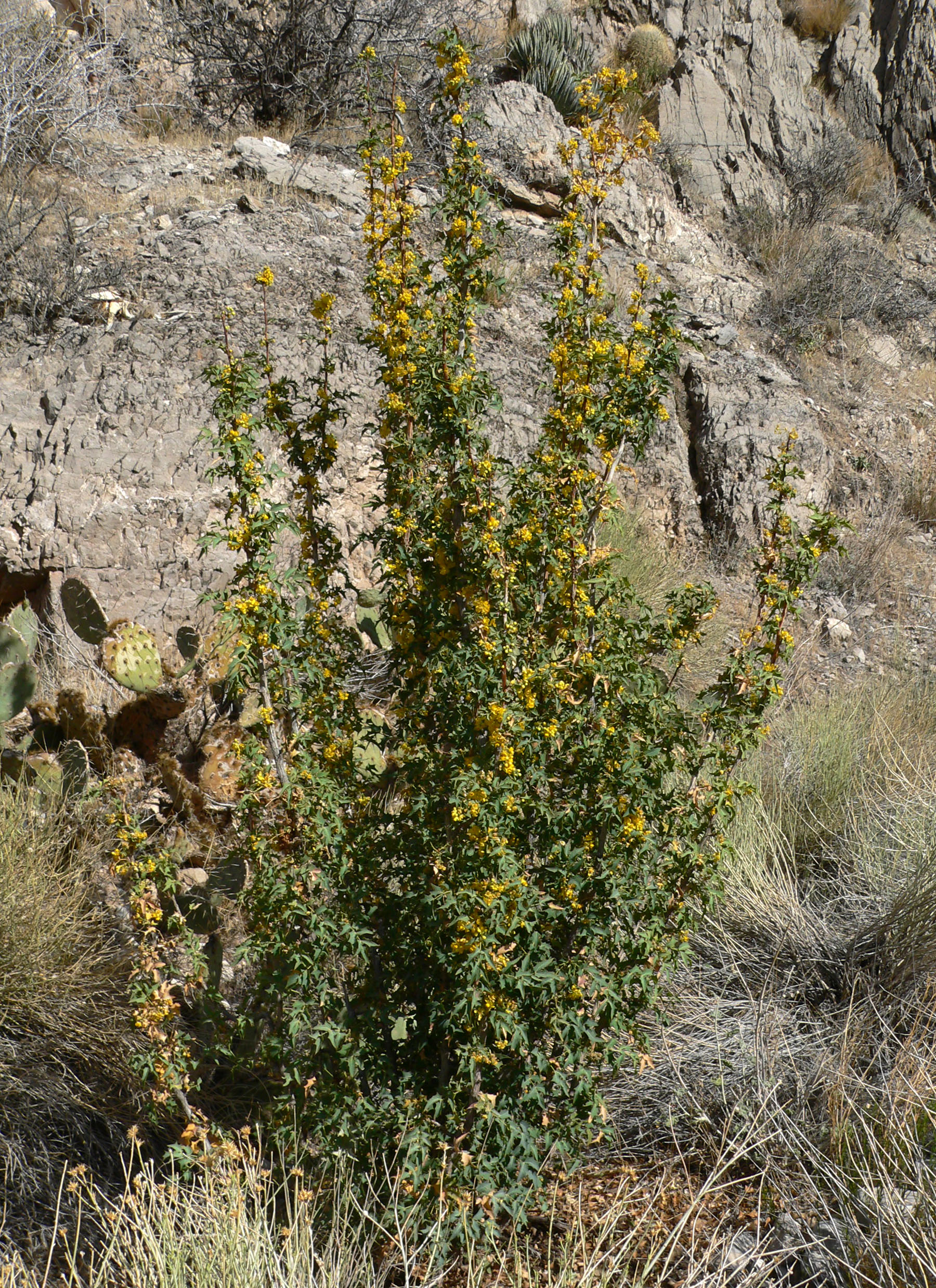
En su hábitat

## Distribución
Mahonia fremontii es nativa de California y el suroeste de Estados Unidos y partes del noroeste de México, donde crece en el chaparral y otros hábitats abiertos.

## Descripción
Mahonia fremontii es una planta perenne erguida como arbusto que crece hasta los 4,5 metros de altura. Las hojas son de varios centímetros de largo y se componen de varios foliolos en forma de hojas de acebo, cada una de unos 2 centímetros de largo y con los bordes de dientes espinosos. Las hojas son de color púrpura cuando son nuevas y azul, verde cuando madura, y verdoso cuando envejece.
Las abundantes inflorescencias tienen, cada una, de 8 a 12 flores de color amarillo brillante, que florecen generalmente en la primavera, pero a veces en el otoño. Cada flor está formada por nueve sépalos y seis pétalos todas dispuestas en verticilos de tres. El fruto es una baya de hasta 1,5 centímetros de ancho, que varían en color desde amarillento a morado a casi negro.

## Usos
El pueblo Zuñi utiliza las bayas machacadas como una coloración violeta para la piel y para los objetos utilizados en las ceremonias.

## Taxonomía
Mahonia fremontii fue descrita por (Torr.) Fedde y publicado en Botanische Jahrbücher für Systematik, Pflanzengeschichte und Pflanzengeographie 31(1–2): 98. 1901.
Etimología
fremontii: epíteto otorgado en honor del explorador John C. Frémont. 